# Carter Burwell
Carter Benedict Burwell, född 18 november 1955 i New York, är en amerikansk filmkompositör. Han samarbetar ofta med Joel och Ethan Coen och Spike Jonze. För musiken i Carol nominerades Burwell till en Oscar för bästa filmmusik.

## Filmmusik
- 1984 – Blood Simple
- 1986 – Psycho III
- 1987 – Arizona Junior
- 1988 – Frälsning i direktsändning
- 1988 – It Takes Two
- 1990 – Miller's Crossing
- 1991 – Barton Fink
- 1991 – Bröllopsnatt för 3 kring Tiger Café
- 1991 – Doc Hollywood
- 1992 – Buffy vampyrdödaren
- 1992 – Storyville
- 1993 – En främling i familjen
- 1993 – Kalifornia
- 1993 – H som i hämnd
- 1993 – And the Band Played On (TV-film)
- 1993 – Wayne's World 2
- 1994 – Strebern
- 1994 – Det kan hända dig
- 1994 – Airheads
- 1995 – Bad Company
- 1995 – Rob Roy
- 1995 – Janne Långben - The Movie
- 1995 – Genväg till himlen
- 1996 – Fargo
- 1996 – Fear
- 1996 – Joes lya
- 1996 – The Chamber
- 1997 – Drömbilden
- 1997 – Sammansvärjningen
- 1997 – The Locusts
- 1997 – Konspirationen
- 1997 – Schakalen
- 1998 – Gods and Monsters
- 1998 – The Big Lebowski
- 1998 – Velvet Goldmine
- 1998 – The Hi-Lo Country
- 1999 – The Corruptor
- 1999 – Generalens dotter
- 1999 – I huvudet på John Malkovich
- 1999 – Three Kings
- 1999 – Mystery, Alaska
- 2000 – Good Vibrations
- 2000 – Before Night Falls
- 2000 – Blair Witch 2
- 2001 – En riddares historia
- 2001 – The Man Who Wasn't There
- 2002 – The Rookie
- 2002 – S1m0ne
- 2002 – Adaptation
- 2003 – Intolerable Cruelty
- 2004 – The Ladykillers
- 2004 – The Alamo
- 2004 – Kinsey
- 2006 – Ett fiktivt porträtt av Diane Arbus
- 2006 – Bluffen
- 2007 – No Country for Old Men
- 2007 – Before the Devil Knows You're Dead
- 2008 – In Bruges
- 2008 – Burn After Reading
- 2008 – Twilight
- 2009 – A Serious Man
- 2009 – Till vildingarnas land
- 2009 – The Blind Side
- 2010 – Howl
- 2010 – The Kids Are All Right
- 2010 – True Grit
- 2011 − Mildred Pierce (miniserie)
- 2011 – The Twilight Saga: Breaking Dawn - Part 1
- 2012 – Seven Psychopaths
- 2012 – The Twilight Saga: Breaking Dawn - Part 2
- 2013 – The Fifth Estate
- 2015 – Mr. Holmes
- 2015 – Carol
- 2015 – Legend
- 2015 – Anomalisa
- 2016 – The Finest Hours
- 2016 – Hail, Caesar!
- 2017 – Three Billboards Outside Ebbing, Missouri